# 2012-es ABU Dalfesztiválok
A 2012-es ABU Dalfesztiválok voltak az első ABU Dalfesztiválok, amelyeket Dél-Korea fővárosában, Szöulban rendeztek meg. A Rádiós Dalfesztiválra 2012. október 11-én, a TV-s Dalfesztiválra 14-én került sor. A helyszín a szöuli KBS Concert Hall volt.

## A helyszín és a fesztiválok
A fesztiválok pontos helyszíne a Dél-Korea fővárosában, Szöulban található KBS Concert Hall volt, ami 1 824 fő befogadására alkalmas.

## A résztvevők
A Rádiós Dalfesztiválon tizenkét, a TV-s Dalfesztiválon tíz ország, valamint Hongkong vett részt. Előbbire előzetesen Srí Lanka, utóbbira Mongólia is nevezett, de később bejelentették, hogy nem indulnak.

### Térkép

A döntő résztvevői
Az előválogatón kiesett országok

## Rádiós Dalfesztivál

### Eredmények
| #  | Ország     | Nyelv           | Előadó          | Dal                   | Magyar fordítás           | Helyezés | Díj       |
| -- | ---------- | --------------- | --------------- | --------------------- | ------------------------- | -------- | --------- |
| 1  | Dél-Korea  | koreai          | Afrodino        | Pepperoni             | —                         | —        | —         |
| 2  | Brunei     | maláj           | Maria Aires     | Yang terindah         | Olyan szép                | 3.       | Ezüst Díj |
| 3  | Malajzia   | angol           | K-Town Clan     | Party Animal          | Party állat               | 5.       | Zsűri díj |
| 4  | Ausztrália | angol           | Sammy Ray Jones | Rinet                 | —                         | 4.       | Bronz díj |
| 4  | Vanuatu    | angol           | Sammy Ray Jones | Rinet                 | —                         | 4.       | Bronz díj |
| 5  | Pakisztán  | urdu            | Bilal Ahmed     | Wada                  | Ígéret                    | —        | —         |
| 6  | Malajzia   | maláj           | Sabhi Sadhi     | Waktu                 | Idő                       | —        | —         |
| 7  | Bhután     | angol, dzongkha | Dechen Wangmo   | Black as Snow         | Fekete, mint a hó         | —        | —         |
| 8  | Irán       | perzsa          | Man Brothers    | Iran                  | Irán                      | —        | —         |
| 9  | Ausztrália | angol           | Danielle Blakey | Fearless              | Bátor                     | 2.       | Arany díj |
| 10 | Indonézia  | indonéz         | Rando Sembiring | Menunggu              | Várni                     | —        | —         |
| 11 | Szingapúr  | angol           | Jae Ang         | Promise Me            | Ígérd meg!                | —        | —         |
| 12 | Vietnám    | vietnámi        | Chu Văn Chương  | Homeland Thanks Uncle | Haza, köszönöm, bácsikám! | —        | —         |
| 13 | Dél-Korea  | koreai          | Bily Acoustie   | For a Rest            | A nyugalomért             | 1.       | Nagydíj   |

### Az előválogatón kiesett előadók
| Ország          | Nyelv            | Előadó                                           | Dal                                 | Magyar fordítás                 |
| --------------- | ---------------- | ------------------------------------------------ | ----------------------------------- | ------------------------------- |
| Bhután          | dzongkha         | Sonam Tshewang                                   | Nga num che                         |                                 |
| Brunei          | maláj, angol     | Jazz Hayat                                       | I Stalk Your Profile                | Követem a profilod!             |
| Fidzsi-szigetek | angol            | Luisa Serevi                                     | Help Me to Conserve                 | Segíts, hogy megőrizzem!        |
| India           | malajálam, angol | Bimblotica                                       | I’m a Girl                          | Egy lány vagyok                 |
| India           | szanszkrit       | Mathur Lakshmi Keshava & Group                   | Vayam atra sanjataha asmakam punyam |                                 |
| Indonézia       | indonéz          | Dorkas Lea Waroy                                 | Aku rindu                           | Hiányzol                        |
| Irán            | instrumentális   | Heidar, Shokrollah, Sepahvand és N. Razazadeh    | Lorestan vidám zenéjének hangja     | Lorestan vidám zenéjének hangja |
| Irán            | instrumentális   | Mohsen Nafar                                     | Dast afshan                         | Táncolás                        |
| Irán            | perzsa, angol    | Shayan Bohluli, Amin Alizadeh és Hamed Khodadadi | The First Day of Spring             | A tavasz első napja             |
| Kirgizisztán    | kirgiz           | Askat Musabekov                                  | Sagynam                             | Elveszett                       |
| Szudán          | arab             | Abdel Gadir Salim                                | Bessama                             | Méreg                           |

### Eredetileg indultak volna, de visszaléptek még a verseny előtt
| Ország          | Nyelv     | Előadó            | Dal               | Magyar fordítás      |
| --------------- | --------- | ----------------- | ----------------- | -------------------- |
| Fidzsi-szigetek | angol     | Sevanaia Yacalevu | Time for a Change | Itt a változás ideje |
| Srí Lanka       | szingaléz | Surendra Perera   | Wehi pabalu sali  | Esőcsepp             |

### A zsűri
- Mark Hemetsberger
- Choong Eon Lee
- Kwan Mo Yoo
- In Cheol Hyun
- K. Vageesh
- Behrooz Razavi Nejad
- Qi Song
- Rohani Harithuddin
- Kudsia Kahar
- Shanthi Bhagirathan
- Zakiah Halim
- Nguyen Thi Thu

### Közvetítés
| - Ausztrália – Commercial Radio Australia - Bhután – Centennial Radio - Brunei – Radio Televisyen Brunei - Dél-Korea – KBS 2FM/KBS Radio 2 - Fidzsi-szigetek – Fiji Broadcasting Corporation - India – All India Radio - Indonézia – Radio Republik Indonesia - Irán – Islamic Republic of Iran Broadcasting/Soroush Multimedia Corporation | - Malajzia – Radio Televisyen Malaysia/Astro All Asian Network - Pakisztán – Pakistan Broadcasting Corporation - Srí Lanka – MBC Networks - Szingapúr – MediaCorp - Szudán – Sudan Radio - Vanuatu – Australian Broadcasting Corporation - Vietnám – Voice of Vietnam |

## TV-s Dalfesztivál
A Rádiós Dalfesztivállal ellentétben a TV-s dalfesztivál nem egy verseny, hanem egy gálaműsor, ahol az országok nevezett dalaikat mutatják be.

Részt vevő országok

### A résztvevők
| #  | Ország      | Nyelv         | Előadó                                | Dal               | Magyar fordítás        |
| -- | ----------- | ------------- | ------------------------------------- | ----------------- | ---------------------- |
| 1  | Szingapúr   | maláj         | Taufik Batisah                        | Usah lepaskan     | Ne engedd el!          |
| 2  | Ausztrália  | angol         | Havana Brown                          | We Run the Night  | Eltöltjük az éjszakát! |
| 3  | Srí Lanka   | szingaléz     | Arjuna Rookantha és Shanika Madhumali | Me jeewithe       | Ez az élet             |
| 4  | Vietnám     | vietnámi      | Lê Việt Anh                           | Mây               | Felhő                  |
| 5  | Malajzia    | maláj         | Hafiz                                 | Awan nano         | Nano-felhők            |
| 6  | Japán       | japán         | Perfume                               | Spring of Life    | Az élet tavasza        |
| 7  | Hongkong    | kantoni       | Alfred Hui                            | Ma yi             | A hangya               |
| 8  | Indonézia   | indonéz       | Maria Calista                         | Karena ku sanggup | Mert tudom             |
| 9  | Kína        | mandarin      | Cao Fujia                             | Qian gua          | Ne aggódj!             |
| 10 | Afganisztán | perzsa        | Hameed Sakhizada                      | Malestani         | A szemem               |
| 11 | Dél-Korea   | koreai, angol | TVXQ                                  | Catch Me          | Kapj el!               |

### Eredetileg részt vettek volna, de visszaléptek még a verseny előtt
| Ország   | Nyelv  | Előadó | Dal         | Magyar fordítás |
| -------- | ------ | ------ | ----------- | --------------- |
| Mongólia | mongol | Naran  | Nudnii shil | Árnyalatok      |

### Közvetítés
| - Afganisztán – Radio Television Afghanistan - Ausztrália – SBS One (2012. október 28.)/SBS Two (2012. november 1.) - Dél-Korea – KBS 1TV (2012. október 21.) - Hongkong – Television Broadcasts Limited (2012. november 10.) - Indonézia – Televisi Republik Indonesia (2012. november 3.) | - Japán – Japanese Broadcasting Corporation - Kína – Kínai Központi Televízió - Malajzia – Radio Televisyen Malaysia - Srí Lanka – MTV Channel - Szingapúr – MediaCorp Suria (2012. november) - Vietnám – Vietnam Television |